# Roxitromicina
La roxitromicina (nella fase sperimentale conosciuta con la sigla RU 28965) è un antibiotico macrolide, semisintetico, derivato ossimico dell'eritromicina pertanto contenente lo stesso anello lattone a 14 atomi di carbonio. All'anello lattone, nella catena laterale, risulta attaccato un gruppo ossimico. La presenza di questo gruppo ossimico sembra migliorare la farmacocinetica dell'antibiotico rispetto a quella dell'eritromicina, per esempio prevenendo l'inattivazione acida a livello gastrico. 
In Italia viene commercializzata da tre industrie col nome commercilale Assoral, Rulid, Overal, nella forma farmaceutica di compresse rivestite contenenti 150 e 300 mg di principio attivo.

## Farmacodinamica
La roxitromicina è principalmente batteriostatica, ma può divenire battericida per dosi elevate. Lo spettro d'attività, le resistenze ed il meccanismo d'azione, sono praticamente quelli dell'eritromicina. Roxitromicina è dotata infatti di azione di inibizione della sintesi proteica batterica: il farmaco si lega alla subunità 50s del ribosoma batterico bloccandolo, impedendo così la sintesi delle proteine. La molecola non esplica alcuna attività sulla sintesi degli acidi nucleici.

Per quanto attiene allo spettro di attività questo è diretto verso diversi cocci e bacilli Gram-positivi (Streptococcus pneumoniae, Enterococcus, Clostridium perfringens, Listeria monocytogenes, Gardnerella vaginalis, Peptostreptococcus, Propionibacterium acnes, Corynebacterium diphtheriae ed altri), e Gram-negativi (Campylobacter coli e jejuni, Bordetella pertussis, Moraxella catarrhalis, Chlamydia trachomatis, Legionella pneumophila, Neisseria meningitidis, Pasteurella multocida, Porphyromonas gingivalis) ed alcune Parvobacteriaceae.
È attiva anche contro Borrelia burgdorferi, e Mycoplasma pneumoniae.
Rispetto ad eritromicina il composto è leggermente meno attivo nei confronti di alcuni germi, mentre lo è più nei confronti di altri (ad esempio legionella e chlamydia). Roxitromicina raggiunge concentrazioni plasmatiche e tissutali superiori alla eritromicina. Le concentrazioni minime inibenti (MIC) dei ceppi più sensibili sono comprese tra 0,03 e 1 µg/ml, ma sono ritenuti organismi sensibili anche quelli con MIC fino a 2 µg/ml.

## Farmacocinetica
A seguito di somministrazione per via orale la roxitromicina viene ben assorbita a livello gastroenterico. Il picco di concentrazione plasmatica (Cmax) di 6-8 µg/ml viene raggiunto 2 ore dopo la somministrazione di una dose singola di 150 mg. L'assorbimento dell'antibiotico è ridotto quando viene assunzione contemporaneamente a del cibo.

La roxitromicina, essendo una molecola molto lipofila, si distribuisce ampiamente nei tessuti biologici e nei liquidi organici, nonostante il forte legame con le proteine plasmatiche. Si ritrova nella saliva e nel secreto bronchiale (in concentrazioni rispettivamente superiori e inferiori a quelle plasmatiche), nelle tonsille (dove, dopo somministrazione singola, raggiunge una concentrazione pari al 50% di quella plasmatica), nei seni mascellari, nelle gengive e nei polipi nasali (con concentrazioni simili a quelle plasmatiche), nelle tonsille, 
nella prostata, nelle ovaie e nelle tube (con concentrazioni pari al 20-35% di quelle plasmatiche).
La roxitromicina si lega per il 96% circa alle proteine plasmatiche, principalmente alla glicoproteina acida α1 con un legame saturabile la cui entità diminuisce per concentrazioni di antibiotico superiori a 4 mg/l. Probabilmente è questo il meccanismo che spiega la mancanza di cinetica lineare per dosi di macrolide superiori a 300 mg. L'emivita di eliminazione è di 8-13 ore, ma nel bambino può raggiungere le 20 ore.
Il farmaco viene scarsamente metabolizzato a livello della ghiandola epatica.
Sono stati identificati tre metaboliti inattivi: il decladinosio roxitromicina (il metabolita principale e più abbondante), il mono- e il didemetil-derivato. 
L'eliminazione di una dose dall'organismo avviene in gran parte attraverso le feci come farmaco immodificato oppure come metaboliti. Una quota minore, circa il 7-12% è escreta attraverso l'emuntorio renale e fino al 15% attraverso i polmoni. La roxitromicina oltrepassa la barriera placentare e viene secreta nel latte materno. Il composto non sembra attraversare la barriera ematoencefalica. L'antibiotico non sembra accumularsi nell'organismo, neanche dopo trattamenti prolungati.

## Tossicologia
Studi sperimentali sugli animali hanno messo in evidenza valori della DL50 pari a 665 mg/kg peso corporeo nel topo maschio e di 843 mg/kg nel topo femmina, dopo somministrazione orale.

## Usi clinici
Le indicazioni sono sovrapponibili a quelle dell'eritromicina. Quindi l'antibiotico può essere utilizzato nelle infezioni causate da germi sensibili, specialmente nelle affezioni respiratorie 
e broncopolmonari (bronchite, broncopolmonite, polmonite, riacutizzazioni infettive di bpco ed asma bronchiale), 
del cavo orale (stomatite, affezioni parodontali), otorinolaringoiatriche (faringite, sinusite, tonsillite), 
cutanee e genitali (con l'importante eccezione delle infezioni gonococciche). È possibile ricorrere a roxitromicina anche nella profilassi della meningite da meningococco, nei contatti a rischio di sviluppare il disturbo neurologico.

## Effetti collaterali e indesiderati
Gli effetti collaterali sono sovrapponibili a quelli dell'eritromicina. 
I disturbi gastrointestinali (dispepsia, nausea, vomito, dolore addominale epigastrico, diarrea) sono gli effetti avversi più comuni, ma si verificano con una frequenza inferiore rispetto a quella rilevata con l'uso di eritromicina. La minor frequenza di disturbi intestinali probabilmente deriva da una minore capacità di stimolare i recettori della motilina. In letteratura medica è stato riportato un caso di epatite colestatica. Nel corso del trattamento possono essere descritti altri disturbi quali rash cutaneo, cefalea, vertigini, stanchezza, modificazioni della crasi ematica.

## Controindicazioni
L'antibiotico è controindicato in soggetti con ipersensibilità individuale nota al principio attivo, ad altri macrolidi oppure ad uno qualsiasi degli eccipienti utilizzati nella formulazione farmaceutica.
Nei soggetti che sono affetti da insufficienza epatica ne è sconsigliato l'utilizzo.

## Dosi terapeutiche
La roxitromicina viene somministrata oralmente in dosi di 150 mg due volte al giorno, prima dei pasti. Nei bambini si somministrano 5–10 mg/kg/die in due dosi refratte.

## Interazioni
- Alcaloidi vasocostrittori della segale cornuta (ergotamina, metisergide): la contemporanea somministrazione con roxitromicina, così come con altri macrolidi, ne aumenta le concentrazioni plasmatiche a causa dell'inibizione dell'isoenzima CYP3A4. Ne consegue un aumentato rischio di ergotismo cui possono fare seguito gravi episodi ischemici, in alcuni casi anche ad evoluzione fatale.
- Bromocriptina, teofillina e ciclosporina: la terapia di associazione con roxitromicina può comportare un moderato aumento delle concentrazioni plasmatiche di queste sostanze. Pur non comportando modifiche del normale dosaggio è comunque necessaria una certa prudenza.[22].
- Digossina: la co-somministrazione con roxitromicina, così come con altri macrolidi, può aumentare l'assorbimento del farmaco digitalico anche se raramente dà luogo a fenomeni di tossicità del glicoside cardioattivo, che tendenzialmente si manifesta con sintomi quali nausea, vomito, diarrea, alterazione della visione, cefalea, capogiro e soprattutto con gravi aritmie cardiache.[23]
- Warfarin: la contemporanea somministrazione di roxitromicina e l'anticoagulante in volontari sani non sembra comportare alcuna interazione significativa. Tuttavia una certa tendenza all'aumento del tempo di protrombina o del Rapporto Internazionale Normalizzato (INR) è stata segnalata durante diversi episodi infettivi, pertanto è prudente monitorare l'INR durante il trattamento concomitante.[24]